# Cosmogonía

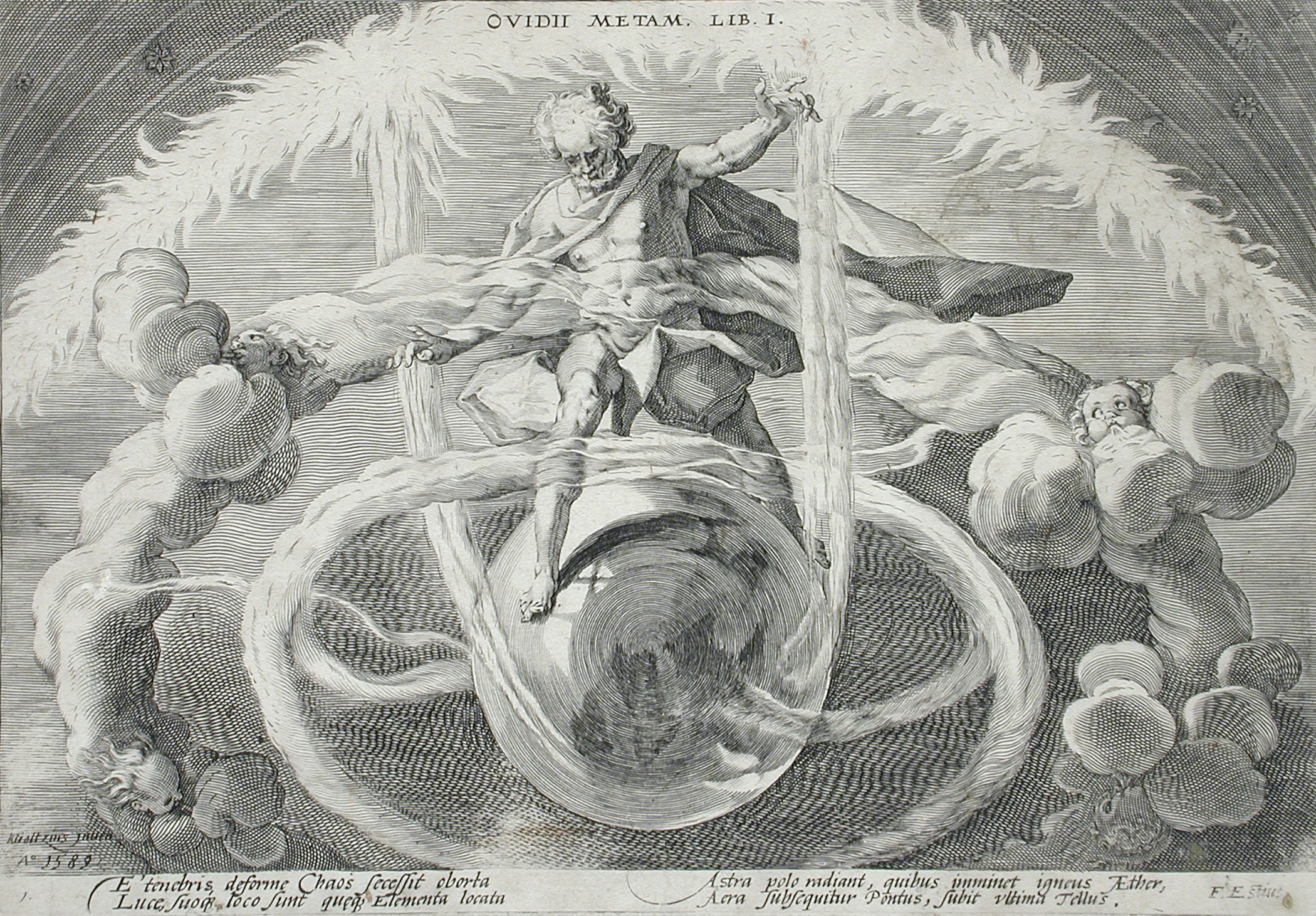
La creación de los cuatro elementos. Metamorfosis de Ovidio en edición de 1589

Cosmogonía  (del griego κοσμογονία, kosmogonía o κοσμογενία, kosmogonía, derivado de κόσμος, kosmos ‘mundo’ y la raíz γί(γ)νομαι, gígnomai / γέγονα, gégona, ‘nacer’) es un modelo que intenta explicar el origen del universo y de la propia humanidad. Puede tener un origen mítico, filosófico o científico.

## Descripción
Desde la antigüedad, los mitos han sido relatos compuestos por acciones simbólicas que se transmitieron por generaciones para ofrecer respuestas sobre el origen del universo y del hombre, relacionándolos con dioses y mensajeros que actuaban en nombre de estos.
Los mitos ofrecieron a las distintas culturas una visión integradora del mundo, al facilitar su percepción de los fenómenos que le parecían extraños a una creencia colectiva que dio origen a los que los acompañaron y proporcionaron la seguridad psicológica para la construcción de una identidad para la vida en comunidad.
En los mitos, algunos investigadores han señalado que los dioses suelen representar las fuerzas elementales de la naturaleza, que pueden percibir, de los cuales se derivan los fenómenos naturales que condicionaron sus vidas. Sin embargo, este postulado simplista y etnocéntrico ha ido quedando progresivamente superado para dar cuenta del mito como un especial espacio simbólico a partir del cual el ser humano puede atribuir significados (conscientes e inconscientes) a deidades, héroes y acciones míticas en estrecha relación con la vida psíquica, intersubjetiva, social y cultural. Esto quiere decir que un determinado mito puede tener relación con el proceso de madurez interno de determinada persona, pero también puede servir para generar cohesión social en una comunidad, o para legitimar determinadas estructuras de poder; no existe una explicación unívoca.

## Cosmogonías
En general, las narraciones cosmogónicas no solo representan una configuración del universo, desde el punto de vista de estudiar lo que es en tanto que es y existe como sustancia de los fenómenos (visión ontológica), sino que de ellas también se derivan ciertas necesidades éticas para la preservación en la unidad del mismo.

### Cosmogonías griegas
Las cosmogonías griegas narran el origen del mundo que parte del caos, para que en un acto de creación divina se imponga el orden. Esta acción marcará el principio del ser y del bien para el pensamiento griego, en donde el ser no puede ser informado porque el mal se acerca a la carencia de límite. Esta visión la recoge Hesíodo en su Teogonía y también Platón en el relato del demiurgo presente en el Timeo. Cabe destacar que en las cosmogonías griegas el orden se va imponiendo de una manera violenta, por las luchas entre los dioses, mientras que en la cosmogonía judeocristiana el orden surge por el poder de la Palabra de Dios.

### Cosmogonía judeocristiana
En la cosmogonía judeocristiana, el origen del mundo está presente en el Génesis (el primer libro de la Biblia), que relata cómo Dios empezó a crear el mundo «en un principio». La teología cristiana utiliza el término ex nihilo para sustentar y referirse a la creación universal partiendo de la nada. 
Génesis 1 Biblia Latinoamericana  -La creación:
1.En el principio, cuando Dios creó los cielos y la tierra,
2.todo era confusión y no había nada en la tierra. Las tinieblas cubrían los abismos mientras el espíritu de Dios aleteaba sobre la superficie de las aguas.
3.Dijo Dios: «Haya luz», y hubo luz.
4.Dios vio que la luz era buena, y separó la luz de las tinieblas.
5.Dios llamó a la luz "Día" y a las tinieblas "Noche". Atardeció y amaneció: fue el día Primero.
La creación es un proceso que tiene lugar con un principio: 'Hágase la luz', y luego separación de: la tierra de los cielos, la tierra de las aguas, la luz de la oscuridad. Es decir, se procede por separación de componentes partiendo del caos primigenio. San Ignacio de Loyola, en su: 'Relato del peregrino', dictado a Luis Gonçalves de Cámara, dijo: 'Una vez se le presentó en el entendimiento con grande alegría espiritual el modo con que Dios había creado el mundo, que le parecía ver una cosa blanca, de la cual salían muchos rayos, y que de ella hacía Dios lumbre'. ('El relato del peregrino'; Ed Labor, 1973, Cap. III, pág. 40, ISBN 84-335-9807-4)

## El pensamiento científico y la cosmogonía contemporánea
Las teorías científicas proporcionan actualmente al imaginario popular los elementos para la descripción del origen del universo y lo que hay en él; orígenes que anteriormente eran explicados solo a través de la cosmogonía presente en las diferentes religiones. Así, actualmente las ciencias describen la evolución del universo, particularmente a través de la teoría del Big Bang; y el origen y la evolución de la vida, a través de la teoría de la síntesis evolutiva moderna.
El pensador Teilhard de Chardin propone una reconciliación entre el punto de vista científico y el de la religión cristiana, interpretando la génesis como una transformación organizada de la materia a través del tiempo, desde niveles simples como los átomos hasta niveles mucho más complejos, como la especie humana. Sin embargo, no considera al hombre como la culminación de la evolución sino como un paso intermedio hacia lo que denomina el Punto Omega de unidad final con Dios preexistente.
Aunque las ideas de Teilhard de Chardin fueron rechazadas inicialmente por parte de la doctrina católica, el papa Benedicto XVI ha admitido que el jesuita francés fue un gran visionario a este respecto
Dentro del ámbito de las ciencias naturales, Richard Dawkins (1941–), en su texto El gen egoísta (1976), narra la descripción científica del origen de la vida como el momento en el cual aparece sobre la Tierra una molécula, formada accidentalmente, que tenía la propiedad de crear copias de sí misma (un protobionte). Luego, a partir del ancestro común universal, Dawkins explicará el desarrollo de la vida (evolución biológica), describiendo las diversas ramificaciones en especies en lo que él denominó «errores en la replicación».

### La metafísica cosmogónica contemporánea
El conocimiento avanzado proveniente de las ciencias físicas igualmente ha llevado en la filosofía a abordar una nueva perspectiva filosófica de carácter metafísico elaborada a partir de estos conceptos científicos, tales por ejemplo el de la física cuántica (a través de la perspectiva de una "metafísica cuántica"). No debe confundirse esta perspectiva filosófica con conceptos místicos o esotéricos, tales como el misticismo cuántico, que proveniente de creencias de la "Nueva Era"; conceptos que tratan esta "unión" o "sincretismo" entre la metafísica y la ciencia como si fuera una ciencia natural o una prueba de validez científica de sus creencias y que debido a su lejanía con el método científico, son considerados conceptos pseudocientíficos